# And His Wife Came Back
And His Wife Came Back è un cortometraggio muto del 1913 scritto e diretto da James Young.

## Produzione
Il film fu prodotto dalla Vitagraph Company of America.

## Distribuzione
Distribuito dalla General Film Company, il film - un cortometraggio in una bobina - uscì nelle sale cinematografiche statunitensi il 29 gennaio 1913 e in quelle britanniche l'8 maggio 1913. Ne venne fatta una riedizione che fu distribuita il 21 gennaio 1918.